# Oecophylla taurica
Oecophylla taurica (лат.) — ископаемый вид муравьёв рода Oecophylla из подсемейства Formicinae (Formicidae). Крым (Malyi Kamyshlak, Керченский полуостров), миоценовые отпечатки, возраст находки 13—16 млн лет.

## Описание
Муравьи мелкого размера. Длина переднего крыла 7,6 мм, что меньше среднего для рода ткачей размера. На отпечатках сохранились следы крыла, петиоля и только задней части груди (конечности, голова и другие части груди не сохранились).
Вид был впервые описан в 2017 году российскими мирмекологами Ксенией Перфильевой (Москва, МГУ), Дмитрием Дубовиковым (Санкт-Петербург, СПбГУ) и профессором Геннадием Михайловичем Длусским (МГУ). Видовое название O. taurica происходит от древнегреческого имени Крымского полуострова (Таврия). Oecophylla taurica это второй представитель род муравьёв-ткачей на территории бывшего СССР. Ранее описанный вид O. macroptera (Dlussky, 1981) (=Camponotites macropterus, переднее крыло 17 мм) был обнаружен в отпечатках Ставропольского края (Вишневая Балка, средний миоцен). Ископаемые находки рода в Европе известны из Германии (O. longiceps  Dlussky, 2008,  O. eckfeldiana  Dlussky, 2008, O. praeclara  Förster, 1891), Великобритании ( O. bartoniana  Cockerell, 1920,  O. atavina  Cockerell, 1915,  O. megarche  Cockerell, 1915), Франции ( O. superba  Théobald, 1937), Хорватии ( O. obesa  Heer, 1849,  O. radobojana  Heer, 1849), Сицилийского янтаря ( O. sicula  Emery, 1891), Балтийского янтаря ( O. brischkei  Mayr, 1868,  O. crassinoda  Wheeler, 1922 =O. brevinodis Wheeler, 1915).